# 花宮レイ
花宮 レイ（はなみや れい）は、日本のAV女優。クローネ所属。かつて、「星乃レイア」として活動。

## 略歴・人物
2018年、「星乃 レイア(ほしの れいあ)」としてAVデビュー。所属事務所は、BELLTECH PRODUCTION。デビュー当時から、企画単体女優として活動。
2019年3月4日に「花宮レイ（はなみや れい）」で新たにツイッターを開始。事務所を変わり（クローネ所属）改名したことを報告。
クラウドファンディングを使い、2020年にDVD&グッズ、2021年に写真集&グッズをそれぞれ制作。
2022年7月に開始された、AV出演被害防止・救済法の改正を呼び掛ける署名運動「女優・男優・スタッフが働きやすい『AV新法』にしてください」の発起人である。
趣味は、散歩、ジム、ゲーム、映画鑑賞、料理。インタビューによれば、初体験は中学3年生で彼氏の部屋。

## 作品
無印:単体作品、○:多人数による共演作品、○出演者:2から3人の共演作品、●出演者:2から3人の共演を含めたオムニバス作品、□:オムニバス作品、□出演者:出演者が3人までのオムニバス作品

### アダルトビデオ -DVD-

#### 星乃レイア
- 制服女子の超ミニスカ+ニーハイ=極上絶対領域に勃起してしまった僕。それに気づいた彼女は興奮した様子で僕のチ●ポをイジりはじめ…（7月20日、DOC）●椎葉みくる
- 某有名体育大学の長距離アスリート 『5000m界のホープ最速美少女』が脱いだ! 感じ過ぎると鍛え上げたキュッとした尻を突き上げ超くの字でイキまくる現役女子大生AVデビュー! 小平奈美（7月25日、kawaii*）
- 「マジ天使!?」骨折してオナニーできない僕のチ●コは我慢の限界!それを見かねた美人ナースは使命感に駆られたのか優しく手を添えてくれ…（8月17日、DOC）□
- 顔出し解禁!! マジックミラー便 都内有数の名門大学に通う高学歴女子大生 初めてのクリトリスいじられっぱなし体験編 身体中で最も敏感な性感帯を集中的にこねくりまわされ恥じらいクリイキ!感度が急上昇したインテリ女子大生はデカチンSEXで絶頂の向こう側へ!!（8月19日、ディープス）□
- 相席居酒屋でナンパした仲良し2人組をお持ち帰り。 コソコソHしていると隣の部屋にいるガードの堅い女友達はヤラせてくれるか 【其の26】（10月1日、変態紳士倶楽部）●山井すず
- 合コンでお持ち帰りした女子を隠し撮り。 許可無しAV発売。 【其の25】（10月1日、変態紳士倶楽部）□神谷充希
- 隠撮主観 ささやき淫語と素股で優しく射精に導いてくれる美女たちに精子が枯れるまで絞り取られる。（10月1日、変態紳士倶楽部）□
- もう死んだってかまわない!超ラッキーの連続で巻き起こるスケベ過ぎる一日!鼻血が止まらないくらいの夢のエロハプニング続出! 10（10月19日、ゴールデンタイム）□
- 「今すぐ私に精子を下さい!」 婚活会場で見事カップル成立。 待機室で相手の女性から「中出し志願!」 婚活から妊活へ! いきなり痴女られ強制孕ませ騎乗位!（10月19日、ぐりーんあっぷる）□
- 黒パンスト履きっ放し美脚ソープ（10月25日、ROCKET）○あけみみう、明里ともか
- 夫の知らぬ間!!応募シロウト人妻 ※勝手にAV発売 背徳人妻たちの願望 4（10月26日、MAD）□今井麻衣、橘メアリー
- ビジネスホテルのマッサージ師の胸チラで股間が反応してしまった俺 10（11月8日、アキノリ）□南まゆ、沖田里緒
- 新・歌舞伎町 整体治療院 86（11月9日、ゴーゴーズ）□
- 女子大学生寮オナニー盗撮（11月15日、プリモ）□
- 隠撮主観 ささやき淫語と素股で優しく射精に導いてくれる美女たちに精子が枯れるまで絞り取られる。2（12月1日、変態紳士倶楽部）□
- 姉の友達が家にやってきたんだけど、どうやらエッチが大好きらしくて欲求不満!? ボクを見るなり姉の前で興奮し始め…チ○ポを狙ってきた!!「ダメですよ!」と抵抗しても姉の友達にソソられフル勃起!!姉にバレないように最後までハメまくってしまいました!!（12月6日、SOSORU×GARCON）□日向うみ、今井ゆあ
- 駐輪場まんぐりパンツ内大量射精痴漢（12月7日、アパッチ）□
- 昼下がり町内会！若妻たちのちょっと危険でかなりHな王様ゲーム!!16 母の代理で参加した町内会の集まりでまさかの展開!若い時に王様ゲームをした事が無いという話で盛り上がった奥様方が急に「王様ゲームやりたい!」と言い出したんです。男はボクひとりしかいない…（12月7日、Hunter）○
- 固定バイブ だるまさんが転んだ 10（12月13日、はじめ企画）●茜はるか
- 「他の男に抱かれてくれないか…?」 愛する夫の為に他人に抱かれる寝取らせ献身妻。（12月14日、MAGIC）□桜木優希音、紗凪美羽
- 自画撮り 思わず吹いちゃった!! 指マン潮吹き立ちオナニー（12月15日、プリモ）□
- 素人妻ナンパ 全員生中出し 4時間セレブDX 63（12月15日、ロータス）□
- 女が女を襲う！女監督ハルナのレズ痴●バス case.05（12月19日、レズれ！）
- 若妻乳首こねくり回し サイレント絶頂イキ中出し痴漢 駐輪場Ver.（12月19日、アパッチ）□
- 保育園に就職したら男の保育士はボク1人!?集団突き出しピタパン尻保育士に大興奮!!忙しい園内を見渡すと、ヒップラインが強調されたパンツスタイルのピタパン保育士だらけでとにかくエロ過ぎる!そんな環境なので…勃起しまくり!勃起していたら当然、バレてしまい醜態をさらすハメに!だけど勃起をこんな想定外の場所で目撃した保育士たちはムラムラしはじめ、ボクのチ○ポを積極的に欲しがりだして…!?誘われるがままバックで挿入すると、普段の欲求不満が抑えられなくなった保育士たちは園児には絶対に見せられないエロい表情で何度もイキまくってました!!（12月19日、Hunter）○
- 性欲絶倫の体育会系女子だらけのシェアハウスに男はボク1人!2 ボクが入居したシェアハウスはヤリマン運動女子だらけのシェアハウスだった!貧弱なボクが体を鍛えようと新しく入居したのは、ジム施設のあるシェアハウスだったのですが、そこには肉体美を備えた女性だらけ…（12月19日、Hunter）○
- 初めてのずっぷり挿入! Wペニバンレズセックス（12月19日、レズれ!）●葵百合香

- 盗撮×催淫マンダーラ整体 Film.01 インド大陸の伝統的医学を独自に研究・改良したオーナーが美意識高い一般女性たちを極上の癒しに導く!（1月18日、PEEPING）●紗々原ゆり
- リピーター続出!お触りNGなのにお願いされたら断れない新人エステ嬢は立ちバックで生挿入!足がガクブル痙攣イキ!出張エステをお願いすると、とても若くて綺麗な新人の女の子がやってきた!!普通にマッサージを受けてるだけなのですが、そのあまりの可愛さに我慢出来なくなり、お触りNGにも関わらず執拗に女の子の女の子の体を触っていたら「ダメです、ダメ」と抵抗しつつも吐息が少しずつ聞こえ始めた!…（1月19日、Hunter）□
- 無防備パンチラ!はわざと?ボクのバイト先の本屋の女子○生は、制服姿のままバイトしていてスカートが短く高い所のモノを取ったり、低い所のモノを取ったりする度に無防備にパンチラしまくるもんだから興奮して勃起しまくり!…（1月19日、Hunter）□
- 彼女に振られ昼間っから酒を飲んで凹んで帰ってくると酔っていたので鍵の掛かっていない隣のソソる女子学生の部屋に間違えて入ってそのまま寝てしまったボク。 するとその部屋の女子大生が寝ているボクのチ○コをモミモミしながらオナニー!?（1月24日、SOSORU×GARCON）□百合川さら、原美織
- おま○この、濡れ染みパンチラコレクション（1月25日、アロマ企画）□
- 朝までハシゴ酒×PRESTIGE PREMIUM 07 浜松町駅周辺リリナ（20）潮吹きドMの淫乱フリーター 上野駅周辺ユズキ（22）Fカップ＆ドMキャバ嬢 有楽町駅周辺レイア（21）神がかりスリーサイズギャル 新宿駅周辺マイ（21）最高月収950万キャバ嬢（1月25日、プレステージ）□
- 独身で1人暮らしの寂しい生活の中、マンションでよく見かけるソソる可愛い女子。だけど声もかけれず小心者過ぎるボク。そんなある日、泥酔して自宅前で倒れていると…可愛いあの子が声をかけてきて介抱してくれた!?しかも部屋まで運んでくれてお世話までしてくれた!!（2月7日、SOSORU×GARCON）□夏原唯、渚ゆう
- ヂュポ!ヂュルヂュル!そんなに音をたててフェラしたら周りに気付かれちゃいます!図書館で難しそうな本を読んでいる真面目なメガネ美人の横であえてエロい本を読んで見せつけるようにフル勃起!それに気づいたメガネ美人は本を見るのをそっちのけで勃起チ○ポに興味津々!勃起チ○ポを見つめ続けるメガネ美人は興奮じまくりで淫乱化寸前!…（2月7日、Hunter）□
- 何もない日常が辛すぎた地方在住の美人妻がワンデイ上京 媚薬で焦らし高めて敏感膣奥生中出し3 from 北海道・福井・京都・奈良 ガチハメEXTREME!!285分撮り下ろし（2月10日、ホットエンターテイメント）□
- 僕の性欲処理を手伝ってくれる義母に寝バック中出しSEX受験勉強中に我慢していたムラムラが爆発して勉強に集中できなくなったので、性欲処理を連れ子の義妹には頼めないから下心丸出しで義理の母に頼んだら、最初は戸惑っていたけど「今回だけだよ…内緒にしてくれる?お口でなら良いよ!」と言ってきて義母が大きくあけたおちょぼ口めがけチ○ポを押し込みイラマチオではない腰振りフェラチオで抜いてくれた。…（2月19日、ぐりーんあっぷる）□
- 超敏感!生理前女子●生 乳首こねくり回しセクハラ身体測定 全員中出しVer.（2月19日、アパッチ）□
- 【女子○生限定】マジックミラー号 「下着メーカーのモニター調査」と称して生おっぱいをモミモミしながらインタビュー 清純そうな見た目からは想像もつかない超ドえろ発言連発!敏感な美乳をもみほぐされて感度抜群女子○生が大人ち○ぽでイキまくり!10人中10本番!2（2月21日、SODクリエイト）●桜井和心
- ウェット&メッシー(WAM)運動会（2月21日、ROCKET）○
- お尻の穴の収縮とシワの本数までバッチリ分かるアナルひくひくオナニー（2月25日、アロマ企画）□
- これが私(女子社員)のお仕事です! Case.07（3月1日、ゴーゴーズ）
- 巨乳水着ギャルばかりを狙う海の家ナンパエステ 15（3月1日、変態紳士倶楽部）□
- 接写盗撮 パンティを間近で見たい! 制服女子14名イキまくりパンツ越しオナニー（3月1日、変態紳士倶楽部）□
- 「お見舞いにきた女子○生のパンチラで勃起したらねっとりフェラで30分間焦らされ激顔射!!」VOL.1（3月7日、DANDY）
- 壁ドン押さえつけ対面素股パンツ内大量射精痴漢からの精液まみれチ●ポ生挿入中出し痴漢（3月7日、アパッチ）□
- 2倍楽しめる穿き替えパンチラ 制服プリーツスカートの中はカラフルワールド（3月13日、アロマ企画）□
- 星乃レイアと北乃みれいの3年スクール競水レズ（3月15日、A-STYLE）○北乃みれい
- 義妹&女友達たちとパジャマパーティーでまさかのエロ過ぎる神展開!!親が再婚してボクにはカワイイ義妹が出来たが、両親が旅行でいない事を良いことに義妹は友達をたくさん呼んでお泊り会!深夜になっても大はしゃぎでうるさいので注意しに行ったら全員ノーブラで無防備なパジャマパーティー!!…（3月19日、Hunter）○
- 超絶敏感な淫語バーチャル乳首オナニー2（3月19日、ゑびすさん/妄想族）□
- パンツ見ちゃダメ! 恥じらいの反撃! フトモモで顔面をカニばさみする女子生徒（3月25日、アロマ企画）□
- オイルひたひた性感帯徹底責めイカセ性感レズエステ（4月1日、ゑびすさん/妄想族）●今井麻衣
- 誘惑女子校生デカ尻スク水H スレンダークビレ巨尻娘（4月7日、デジタルアーク）
- 訪問先で媚薬チ○ポを即ハメされて抵抗するも絶頂が止まらない敏感女 3 〜配達員、ピザ屋、乳飲料配達、出張ヨガ、クレーム対応OL〜（4月11日、ナチュラルハイ）□
- 媚薬射精ペニバン襲激3 女の中出しピストンの快感で助けも呼べず理性を失いレズ覚醒する人妻（4月11日、ナチュラルハイ）●
- 超美尻過ぎな義理妹のホットパンツからのハミ尻肉に勃起しまくり! 新しく出来た義理の妹は超美尻でケツエロ過ぎ!!制服のスカートから見えるパンチラ!部屋着の短パン!なによりホットパンツから見えるハミ尻肉に興奮しまくり!ガン見していたら当然フル勃起!!どうにも我慢できなくなり勃起チ〇ポを義妹の神尻に擦り付けたら『えっ!?ちょっとダメ!何してるの…当たってるよ…』と嫌がりつつも興奮し出す義妹!!その反応に更に我慢できなくなったボクはパンツをずらし挿入!!何度も激しく突いていたら嫌がっていた義妹も興奮しだし逆に求めてくる淫乱女に豹変!!（4月19日、Hunter）□
- 快楽発狂ぶっ飛び女体!! 全方位型くすぐり発狂クリ膣アクメ ～完全撮り下ろし8人の地獄絵図～（4月25日、BabyEntertainment）□
- 慌ててブラジャーを付け忘れ教室に入って来た同級生の微乳ポッチン乳首! そんなソソるポッチン乳首の見え具合にイタズラ半分で冷やかしながら指で弾いてからかっていたら…「はあはあ」感じているじゃ無いか!?ヤバイ!彼女は大発情!!明らかに俺の股間を狙っている!（4月25日、SOSORU×GARCON）□一ノ瀬恋、宮沢ゆかり
- 悩殺!!たっぷり唾液で迫るバーチャルべろキス 2（5月1日、ゑびすさん/妄想族）□
- 家庭教師 拘束桃尻固定電マ絶頂地獄 〜教える気ゼロ!サボってばかりの可愛い家庭教師を、何度絶頂しようが泣き叫ぼうが拘束桃尻固定電マで大量失禁!〜（5月7日、アパッチ）
- 厳選！新作撮り下ろし！ 痴●感謝祭 第5弾 被害超拡大！！被害者超増量！20人SP！（5月19日、アパッチ）
- ダブルバーチャルレズベロキス 3（5月19日、ゑびすさん/妄想族）●
- 連続オーガズム乳首舐めレズ（5月19日、ゑびすさん）●
- 口臭嗅がせ鼻突っ込み舐めレズ（6月1日、ゑびすさん/妄想族）●
- 馬乗りで唇奪われディープキス強要され続けながらバキュームフェラでち○ぽ吸い尽くされる その2（6月13日、アロマ企画）●今井麻衣/早乙女らぶ
- パンチラでオナニーしたい草食男子のためのリクエストdeパンチラ3（6月13日、アロマ企画）□
- ガチベロ濃密絡み合い唾液レズ接吻 2（6月19日、ゑびすさん/妄想族）●早乙女らぶ
- AJOI 究極の完全主観オナニーサポートDVD Tバックパンツ挑発 3 Aromatic Jerk Off Instruction（7月3日、アロマ企画）□
- 勉強仕事に疲れてウトウトしているととっても身近で信頼していたアノ女（ひと）が突然Hな悪戯！嫌がるどころかストップされたくないほど気持ち良く（7月19日、レズれ！）
- ガーリー系アパレルモデルの挑発パンチラ 僕はパンチラカメラマン! 2nd Season（7月25日、アロマ企画）□
- 凄指技の睾丸マッサージ×逆手オイル手コキ その3（10月13日、アロマ企画）□

#### 花宮レイ
- 「夜行バスで出会った痴女J○に淫語言葉責め唾液たっぷり手コキで焦らされて敏感になったチ○ポを連続でヤられた」 VOL.1（5月23日、DANDY）□
- 彼女と勘違いして彼女の妹に即ズボ!?イった後に気づき僕が必死に謝るも、発情した妹は自ら腰を振って何度もイキまくり!! 2（6月7日、DOC） 出演:深田ゆめ、愛波りりか、有栖るる
- 女子寮潜入!! 二段ベッド×3=6人同時多発中出し痴漢（6月7日、アパッチ）○
- ブルマ&体操着でスケスケ! ポロリ必至! ぬるぬる!ローション組体操（6月7日、ATOM）○
- 新作撮り下ろし! 2作品同時収録! 仲良し一家強制近親相姦/スッピンのままで遅刻出勤してきた新人OLをパワハラ全開でセクハラしまくって感じさせろ!（6月19日、アパッチ）●
- 素人ナンパGET!! No.202 サクラ舞い散る花びら大回転 上京物語編（7月7日、桃太郎映像出版）□
- ナチュラルハイ20周年記念作品 入院中の性処理を母親には頼めないからお見舞いに来た叔母にお願いしたら優しい騎乗位でこっそりぬいてくれた 18 中出しスペシャル シリーズ23人総集編付き 豪華版（7月11日、ナチュラルハイ）□
- 居酒屋痴漢 2（7月11日、ナチュラルハイ）□
- 新人女性社員が面接官 006（7月12日、ゴーゴーズ）□
- 結婚前夜、大好きな姉に喉奥イラマ大量発射! 大好きだった姉が明日結婚!!他人の女になってしまう姉との最後の夜、ボクの想いを告白すると断りながらも優しく抱きしめてくれた姉。でも、それだけじゃ我慢できないボクに「口でしてあげるから我慢して…」と、喉奥イラマチオ!あまりの気持ち良さに喉奥大量発射!当然、怒られると思いきや、あの優しかった姉が興奮のあまり続きを求めてきて…（7月19日、ゴールデンタイム）□
- 家に帰るとマンスジがはっきり見えるほどの食い込みパンツで妹がエクササイズ中!? その様子にソソられていると、マッサージをお願いされて戸惑いが隠せない!ヤバイと思いながらもマンスジとの距離が0cm!我慢できずチ○ポを突き刺して妹のマ○コに夢中になってしまいました!!（7月25日、SOSORU×GARCON）□生田みく、白鳥すず
- 嫁が留守中の家に嫁の妹と二人っきり!なのに僕を全く警戒する様子もなくパンチラしまくり、ノーブラで乳首もピンピン!目のやり場に困ってテレビをつけると、入れっぱだったエロDVDが流れてしまい気まずい雰囲気…。（8月8日、SOSORU×GARCON）□明海こう、東山想葉
- 失神寸前アクメ痴漢 2 ～大勢の男に立てなくなるほど散々イカされ犯られる女～（8月8日、ナチュラルハイ）□
- 出張マジックミラー号 大阪編 威勢のいい関西弁から一転!激ピスをすると「アカン!イってまう!」などとドエロい甘い言葉を連発!（8月8日、SODクリエイト）□
- 目指せディレクター!! 社員AV監督・登竜門 ディレクター昇格実技試験 03（8月9日、ゴーゴーズ）出演:本山まい
- 第6回 ノーパンスウェット 染みたら負けよ 電マ濡れ我慢対決（8月13日、はじめ企画）●桐山結羽
- 家出少女だらけのシェアハウスに男はボク1人!? 2 都内の一軒家を相続することになったボク。しかし部屋がもったいないので入居者を募集したら、家出少女がやって来た。断るのが可哀想なので一泊だけ泊めてあげたら、次の日には家出少女が増えていた。そしてその家出少女仲間がまた仲間を呼び家出少女だらけのシェアハウスにボクの家はなっていたからもう大変!超無防備だからパンチラは見えまくるわ、そこら中で着替えるわで、勃起が止まりません!しかも、それを見た家出少女たちは興味津々にチ○ポに群がってきてボクをからかうように誘惑してくるのです。そんなことされたら我慢できません!でも彼女たちは言うのです。「宿泊代おまけしてくれない?そのかわりエッチなこと好きなだけしてもいいよ!」と…（8月19日、Hunter）○
- パンチラ&ポロリ連発! 素人限定! 拘束イタズラ声出し我慢ゲーム（8月19日、ATOM）□
- 夫が隣にいるのに川の字で寝ている甥っ子のデカチンでのけ反りイキするくびれ人妻（8月22日、ナチュラルハイ）□宮村ななこ、中条カノン
- ナチュラルハイ20周年記念作品 夜行バスで声も出せずイカされた隙に生ハメされた女はスローピストンの痺れる快感に理性を失い中出しも拒めない女子○生限定3 発情ディープキスSP＆発情騎乗位SP完全撮り下ろし総勢8名 2枚組8時間（8月22日、ナチュラルハイ）□
- 生撮 レズビアン温泉旅行04（8月30日、ゴーゴーズ）○後藤由乃
- ノーパンノーブラで犯されたがる中出し巨乳人妻 Vol.001（9月13日、BAZOOKA）□
- 都内某プール女子更衣室 ビキニ娘 媚薬チ●ポ痴漢（9月19日、アパッチ）□
- 玄関開けたら即イラマ!! 突撃イラマ10人隊! 若妻編（9月19日、アパッチ）□
- 学校帰りの無洗少年チ○ポが好きすぎて車に連れ込んでフェラ抜きする変態OL（9月26日、ナチュラルハイ）□
- 夫のいない間に咥えこむ巨乳どスケベ妻、ショタ好き妻、寝取られ妻（9月27日、REAL）□ましろ杏、望月りさ
- HEROINE凌辱倶楽部16 ホワイト仮面（9月27日、GIGA）
- 一人カラオケ個室オナニー盗撮 黒パンスト半脱ぎで指ズボオナニーして白濁の本気汁を垂れ流して即イキするOLを隠し撮り2（10月1日、変態紳士倶楽部）
- 浣腸女子大生 肛虐採用試験（10月7日、シネマジック）
- 制服女子○校生限定! 学校対抗中出し野球拳! 勝てば100万円!負ければいきなりデカチン即ハメ! 素人女子○校生のうぶオマ○コに同級生男子の目の前で何度イってもやめない 追撃ピストンで抜かずの連続中出し! 4人合計16発（10月7日、ディープス）●黒崎ちな
- 成熟した姉の裸に触れた童貞弟はイケない事と知りつつもチ○ポを勃起させて「禁断の近親相姦」してしまうのか!? 10回記念 2枚組8時間 総集編付SP（10月10日、SODクリエイト）□
- 最高級ラグジュアリーオリエンタルスパ Vol.002（10月11日、BAZOOKA）□
- 生中出し巨乳制服美少女 Vol.009（10月11日、BAZOOKA）□
- 神視点で垣間見る、夫と妻の日常性交 ～Le sexe habituel du mari et de la femme～（10月11日、ヒメゴト）□
- パンストが艶めくOLがセクハラや枕強要されてイキまくるドラマ（10月11日、REAL）□瀬戸すみれ、桃井杏南
- ヌキ挿し丸見え! 街行くお嬢さん! おま●こだけでコンドーム装着できるかな?（10月19日、ATOM）□
- 無理矢理させられた騎乗位で強制寝び反りイキさせられた派遣インストラクター（10月24日、ナチュラルハイ）□岬あずさ、みおり舞
- 通りすがりのAV女優 16 愛人、爽健、カップル編（10月26日、HMJM）□松ゆきの、カンヨナ
- 普段妻に頭が上がらないボク今日も年上の妻にクンニを強いられてますだがそれがいい（11月8日、ヒメゴト）□
- 就職活動女子大生 生中出し面接 Vol.007（11月8日、S級素人）□
- 1ヶ月間禁欲し彼女のいない数日間に彼女の先輩と気が狂うくらいハメまくった記録動画 朝から晩まで8回性交!（11月13日、アイデアポケット）○岬ななみ
- BATTLE VS CF×FC 白い水着のプロレスラー 3（11月22日、バトル）
- 『そのプリンと突き出したお尻は間違いなく誘ってるよね?』 ニーハイ×突き出し尻に完全ノックアウト!! 学校をサボっていたら心優しいクラスメイトが心配してボクの家にやって来た!!彼女はすごく可愛くて頭も良くて性格も良くて面倒見も良くてクラスのマドンナ的存在!最近、クラスでいじめにあっているボクを気にかけて様子を見に来てくれた…。でも不意に見せる彼女の突き出し尻がたまらなく愛おしい!!偶然なのか意図的なのか…もしかしてボクを誘っているのでは…?と錯覚を起こしてしまうほど、ボクに突き出し尻を見せつけてくるんです!!しかもニーハイのせいで興奮もMAX!!気づいた時にはパンツを下ろし何度も何度も後ろから突き刺していました!!初めは嫌がっていたけど何度も何度も中出ししたら段々と感じ始めついにはヨダレを垂らしながら体をよじらせ連続爆イキ!!自らチ○ポを求めるほどのド淫乱女に豹変!!（12月7日、Hunter）□
- 『あんっ!お義姉ちゃん気持ちいい!』 妹の体をエッチな義姉が開発しているのを見てしまったボク。 ボクの妹と義姉はいつも一緒にお風呂に入るほど大の仲良し。しかしいつも長風呂するので困っています。ある日あまりに遅いので注意しに行こうとしたら、お風呂からエッチな声が!覗いてみると、妹のまだ発展途上の体を義姉が触りまくっているんです。あんなにうぶだった妹の成長した体もエロい顔も見たのは初めてなので大興奮!巨乳の義姉、美乳の妹、どちらもドストライクです!義姉の体や妹が感じまくっているのをコッソリ覗き見していたらバレてしまい、ヤバいと思ったけど義姉が一緒に入ろうと誘ってきた!二人の体がボクに密着したり、二人に体を洗われたり我慢できず勃起してしまうと、それを見つけた二人は大興奮!勃起チ○ポに貪り付いてきた!そして妹と義姉との禁断の3Pへ!（12月7日、Hunter）●かなで自由
- 休憩中の保母さんナンパ!! 普段子供のおちんちんしか見ていない保母さんはビンビンに勃起した童貞チ●ポに大興奮! 普段子供に優しく接する保母さんの優しさに付け込んで童貞チ●ポがHな事しちゃいました 230分SP（12月13日、S級素人）□
- なんか出るまでイラマチオ4（12月24日、カリマンタン）□
- 巨大ヒロイン（R） ハイパーマミー ドリルミサイルの恐怖（12月27日、GIGA）

- 両足拘束追いかけ回し痴漢（1月7日、アパッチ）□
- 叔母とその娘（従妹）がボクのチ●コ奪い合い親子丼3P! セックスレスの叔母さんは家に来る度に、両親の目を盗んで激しくボクを求めてきます。…（1月7日、ゴールデンタイム）●通野未帆
- 夫に隠れて騎乗位中出し! 家に連れ込んだ男の勃起チ○ポに何度も馬ノリ即ハメしてくる人妻（1月9日、ナチュラルハイ）□川菜美鈴
- ハイパー警備隊アンナ 宇宙人大凌辱（1月10日、GIGA）
- 黒パンストの下半身が卑猥にクネるオナニー快楽（1月13日、セレブの友）○
- 温泉旅館巨尻ノーパン土下座悪質クレーム痴漢（1月19日、アパッチ）□
- 社員旅行でやって来た温泉旅館に男はボク1人だけで、酔っ払った巨乳女子社員たちとまさかの混浴風呂に!!…（1月19日、Hunter）○
- 痴漢師にグイグイTバックを食い込まされた刺激で感じてしまった美尻女はずらしハメを拒めない（1月23日、ナチュラルハイ）□
- マジックミラー号ハードボイルド ナンパした素人女性の尻穴にベンピの治療と言って指ズボ!アナルVスポットを刺激して潮!潮!だらしなく開いたマ○コにデカチンぶっ込んでイク!（1月23日、サディスティックヴィレッジ）□
- 黒レザーパンツで白いザーメン搾り尽くす至極の腿こき2（1月25日、アロマ企画）□
- 美人でソソる教育実習生にセクハラをしかけ困らせるはずが…本気になった大人の女は怖かった!? 怒るとエロパワー全開で何回イっても許してくれない！強烈過ぎる逆セクハラを受けて立てなくなるほどケチョンケチョンに犯されてしまいました!!（2月6日、SOSORU×GARCON）□杉咲しずか、桜井ひなた
- 上下同時痴漢5 2人の痴漢師に乳首とマ○コを同時責めされイキ墜ちる女（2月6日、ナチュラルハイ）□
- 出産後の巨尻化にお悩みの奥様限定! マジックミラー号でエクササイズしてみませんか? イケメンムキムキトレーナーと旦那の前でガニ股イキまくりSEX!!（2月6日、SODクリエイト）□
- 連日土木作業員からのイラマチオで性欲が爆発してしまい、とうとう復讐騎乗位逆レイプしてしまった女事務員（2月7日、お夜食カンパニー）□
- どっく あまちゅあ ちゃんねる vol.3（2月14日、プレステージ）□
- 某有名大学の水泳部員に大会出場をチラつかせて、連日セクハラを繰り返し性交までしてしまう極悪コーチ（2月19日、アパッチ）□
- 「私好みの絶倫チ○ポにしてあげる!」久しぶりに会ったヤリマン親戚三姉妹にチ○ポ育成され続けた童貞のボクは…!?…（2月19日、Hunter）●早川瑞希、水谷あおい
- 生挿入絶対NGの先輩の奥さんに生挿入!生中出し!会社の飲み会のあと先輩の家に連れて行かれて嫁自慢をされてうんざり。しかも独身で彼女なしのボクを見下してきてる気がしてなんだか腹が立つが、先に寝てしまう先輩。…（2月19日、Hunter）□
- パワハラ女上司が飲み会で説教! 凹んだボクの家までついてきて説教の続きをしてきたので、さらに強い酒を飲ませ泥酔させて中出し盗撮!（2月19日、お夜食カンパニー）●早川瑞希
- 寝ている姉のアナルを毎晩こっそりいじっていたらち○ぽが根元まで入るほどガバガバになりました（2月20日、ナチュラルハイ）□新村あかり
- 産後処女を奪われ一度イッたら長時間アクメで痙攣が止まらないイキッぱなしベビーカー妻4（2月20日、ナチュラルハイ）□有村のぞみ、富井美帆
- 痴漢師に満員電車の中で下着姿にされ見られる羞恥で抵抗できない敏感女2（2月20日、ナチュラルハイ）□
- 新宿で見つけた超敏感女子大生がヌルヌル素股に挑戦！何度イッてもガン突きピストンで連続中出し! （3月12日、アイエナジー）□
- 洗脳ドリル オフィス編（3月26日、SODクリエイト）○
- 会社の飲み会後、終電を逃して家に泊めた先輩の彼女。言葉巧みに口説いて、朝まで何度も何度もハメていたら、ボクのエッチにすっかりハマってしまい…（4月7日、お夜食カンパニー）□
- 赤面ブルマー女子とプニュプニュ気持ちが良いセックスをしちゃいました! 女子のブルマーに悪戯して穴を開けてやると…その穴から尻肉がはみ出した女子は大慌て! その場にいた僕は恥ずかしがる女子に、君のせいで勃起しちゃったよ、と勃起チ○ポ見せつけ!（4月9日、SOSORU×GARCON）□水卜麻衣奈、本橋実来
- 女が女を本気で愛する最高の美的同性愛（4月13日、セレブの友）●黒崎ちな
- 勝手にまたがる騎乗位ピストン 種搾りディルドオナニー（4月15日、プリモ）□
- トビジオっ!めざましNEWS 本番中、ずっと潮吹きっぱなし・失禁しても平然と原稿を読み上げる、新人女子アナ（4月23日、SODクリエイト）○黒川さりな、山井すず
- 女神たちの拳闘1（5月1日、ATHENA）
- 生撮 レズビアン温泉旅行 The BEST 2019，Mar.-Oct Special Edition（5月1日、ゴーゴーズ）
- 妻がいる至近距離で平然とマッサージしながらこっそりチ○ポを挿入し腰振り騎乗位で中出しまでさせるエステティシャン2（5月8日、ナチュラルハイ）□志田雪奈、きみと歩実
- ブリーフ越しのチ○ポにローターを固定して亀頭の振動で乳首オナニーする女の子（6月7日、アロマ企画）□
- 新章。アナルはもう一つのマ○コだと教えられる。出席番号5番。～清楚な女子校生の最高級の美尻とピンク色の美アナルをただ欲望のままに…～（6月11日、ひよこ）
- 真・時間が止まる腕時計パート17（6月11日、ROCKET）○
- 最強ロボット怪人 ヒロイン強襲 スーパーレディー（6月12日、GIGA）
- スーパーヒロイン絶体絶命!!Vol.77 ユリア・プリット（6月12日、GIGA）
- 「オナホと私、どっちが気持ち良いの?」童貞キラーの異名を持つ超ヤリマンの義姉、ボクが童貞と知ってから露骨にセックスアピールをしてボクの貞操を狙っています。…（6月19日、Hunter）□
- スケベな音だけが10倍デカくなる? 図書館（6月25日、ROCKET）□千種ちな、真宮あや
- 10名の女子社員が新発想の恥ずかしすぎるゲームに挑戦!SOD女子社員 新ゲーム企画部（6月25日、SODクリエイト）○
- ビーチ×ナンパ VOL.3（6月26日、プレステージ）□
- 恐怖!!尿道吸い女（7月7日、アロマ企画）□
- アナル丸出しマングリ淫語バイブオナニー2（7月7日、アロマ企画）□
- デカ尻パンチラコスプレ娘にち○ぽコスられたい（8月7日、アロマ企画）□
- 睾丸オイルマッサージで男性ホルモン分泌させながらフル勃起ち○ぽしゃぶり続けられる3P回春性感エステ（8月19日、アロマ企画）●野々宮蘭
- 《種付けライブハウス痴漢》ウブで押しに弱そうな女を集団ちかん 爆音の中パコられるバンギャ 嫌がるクチュマンに生ハメ ピンクの膣から糸引く愛液たれ流し【囲い込み集団チカン】（8月25日、カリマンタン）□
- 巨大ヒロイン（R） ハイパーマミー3 狙われたWハイパーマミー（8月28日、GIGA）○宝田もなみ
- 9名の女子社員が新発想の恥ずかしすぎるゲームに挑戦!SOD女子社員 新ゲーム企画部 vol.2（9月10日、SODクリエイト）○
- テストの点が悪かった教え子をアナル折檻する変態家庭教師（9月24日、ナチュラルハイ）□新田みれい、桜美ゆきな
- 肛壊女教師 倒錯マニア学園特別採用枠（10月7日、シネマジック）
- 鼻フック鼻発射（10月8日、レイディックス）□
- 牝汁決壊（10月8日、レイディックス）
- マラ仕置き! ムッチリボディを発情メスに鬼畜改造（10月19日、ドグマ）
- シロウト女子個人撮影ハメ撮り日記 唇が卑猥すぎる美裸身娘れいちゃんEかっぷ（10月24日、シャーク）
- DIVAドミネーションMIX #001（11月6日、DIVA）
- 侵入者の勃起チ○ポをいきなりアナルに突っ込まれ絶叫するが徐々に気持ちよくなり肛門イキしまくる美尻女（11月12日、ナチュラルハイ）□小川ひまり、みひな
- 混浴温泉で乳首をしつこく刺激する乳吸い責めに欲情した女は湯しぶきが立つハードピストンの快感で中出しを拒めない4（11月12日、ナチュラルハイ）□
- 好き（11月13日、REAL）
- 【G1】最強ロボット怪人再起動 ヒロイン強襲 パワーウーマン（11月13日、GIGA）
- 肛門センズリサポート2～接写アナルで捗るオナニー～（11月25日、SEX Agent/妄想族）□
- 口内愛撫手淫（11月25日、SEX Agent/妄想族）□
- ビアガーデン痴漢（11月26日、ナチュラルハイ）□
- 高姫ランカ 淫乱化計画（11月27日、GIGA）
- レイ ・ 春香 襲われた女（11月27日、DID企画）
- 色気ムンムンおねえさんは黒人とヤリたい! 自慢の美尻見せつけたら黒人が本気でイカせに来た!（11月28日、シャーク）
- 肛換日記 花宮レイ（12月1日、中嶋興業）
- ★★★★★ 五ツ星ch スポーツ女子ナンパSP ch.51（12月4日、プレステージ）□
- 四つん這いのお尻の穴の収縮とシワの本数までバッチリ分かるアナルひくひくオナニー 2（12月7日、アロマ企画）□
- DIVA SEXY ZONE #001（12月11日、DIVA）
- レイ ・ りこ 襲われた女（12月18日、DID企画）
- 拡張しすぎて開いた尻穴が塞がらないコンサルタント見習い（12月25日、えむっ娘ラボ）
- ヒロインエナジー吸収地獄 ミス・インフィニティー（12月25日、GIGA）

- 悪女星人クロウザー ヒーロー陥落（1月22日、GIGA）
- 純正肛門中毒の女 尻穴大開発SP（1月25日、ダスッ!）
- 2穴中出し集団痴漢バス（2月11日、ナチュラルハイ）□倉木しおり、みひな
- ひよこ女子のコイキ○グキス、つばたらし、顔面舐めまわし!『女子校生に顔面食われるほど誘惑されたい!』（2月25日、ひよこ）□天然かのん、市来まひろ
- SOD女子社員 2穴交互挿入アクメ自転車がイクッ! 自ら発表会で実験台となりイキまくった、宣伝部女子社員 華井理恵（2月25日、SODクリエイト）
- 『気の強い女はア○ルが弱い!』～生意気なひよこ女子をア○ルで屈服させてひーひー言わせろ!～（3月11日、ひよこ）□倉木しおり
- スパンキングで昇天するボンデージ美女に喉奥ハードイラマをプレゼント !3（3月12日、REAL）□
- セクシー女子相撲 02（3月19日、バトル）
- ブライダルチェックで肛門に媚薬を点滴され勝手に垂れてくる愛液に恥じらう若妻（3月25日、ナチュラルハイ）□
- 風船悪戯 01（3月26日、Master Balloon）
- アソコに直穿きスポウェア女子 マン汁流して感じすぎエクササイズ!!（3月27日、オイスター海運）□望月りさ、新田みれい
- 団体対抗戦 -水着剥ぎデスマッチ- 02（4月2日、バトル）
- 採精室で射精できない僕に美人ナースが「絶対内緒ですよ」と神対応オナサポしてくれた！隣同士でAV鑑賞、フェラ、パイズリするうち発情したナースは勃起チ○ポを見つめて…（4月16日、ゲッツ!!）□
- レオタードフェチプレイ02（4月16日、Another Project）
- THE くすぐりFOOT 01（4月16日、Tickling MAN）
- セクシー女子プロレス03（4月16日、バトル）
- 新被虐系女子プロレス04（4月23日、バトル）
- 母の日特別企画 〜子育てと仕事を両立する人妻社員に感謝を込めて福利厚生緊急開催〜 SODで働くママ社員10名 産後の敏感ま●こが問診中にイキ狂う 絶頂！潮吹きまくり人間ドック（5月7日、SODクリエイト）○
- THE くすぐりROOM 06（5月7日、Tickling MAN）
- 素人さんにホットパンツに着替えてリモコンバイブのリモコンを10分以内に見つけたら高額賞金ゲッツできますよとお願いしたところ…（5月14日、ゲッツ!!）□
- 謝罪に来たOLを土下座拘束してアナルを勝手に開発したら謝りながら肛門アクメしまくった!（5月20日、ナチュラルハイ）□有村のぞみ、高宮菜々子
- 同人ヒロイン13 ハイパーマミー 巨大羞恥（5月28日、GIGA）
- 制服美少女手こきフェラ8人160分（6月25日、宇宙企画）□
- 元実業団バレーボール選手はいいなり高身長ドM「毎日、精子がぶ飲みしたいです2穴ビッチ種汁蹂躙お願いします」（7月7日、山と空/妄想族）
- 僕の寝取られ性癖がバレて妻がパリピ達と泥酔アナル乱交してるNTR動画を送ってきた。（7月9日、ゲッツ!!）○
- 美人お姉さんはアナル中毒 スケベすぎるケツ穴FUCK（7月13日、REAL
- カスタムマッチCATFIGHT 12（7月30日、バトル）
- 緊縛悶絶肛門姦（8月1日、中嶋興業）
- カスタムマッチCATFIGHT 15（8月13日、バトル）
- 人妻尾行3穴アナル押し込みレイプ（9月24日、青空ソフト）
- HTK48背徳感たっぷりの48分間『あっダメ…もしバレたら…』『いやぁぁーイク～！』絶対ヤッちゃダメって分かっている相手でも感じてしまう…。（9月28日、Hunter）
- 女体教育委員会 アナル観察と尻コキ発射（10月5日、稀/妄想族）
- 個室メンズエステのヌルヌル騎乗位で乳首とチ○ポを刺激されてギンギン勃起！！エロ無し、抜き無し、お触り無しの個室メンズエステでキワキワを責めてくる清楚系ミニスカートエステ嬢。しかも今にもパンツが見えそうな格好で俺にまたがり密着状態でパンツを擦りつけ始め、…（10月7日、SOSORU×GARCON）
- ぎゃる★ぱら02（10月12日、ケイ・エム・プロデュース）
- 神アプリで知り合ったエロカワ現役女子大生に生中出し06（10月12日、ケイ・エム・プロデュース）
- 同棲中の彼女が旅行で留守の3日間、美人過ぎるパートの奥さんとバイトの休憩中に時短セックスしまくった。4（10月12日、Z-MEN）
- 首絞めマニアNEO 07（11月5日、Lonely Strangler）
- BWP インタージェンダー男勝ち Vol.16（11月5日、バトル）
- 美女たちの足裏をふやけるまで舐めたい！ DX（11月11日、レイディックス）
- THE くすぐりROOM 12（11月12日、Tickling MAN）
- 敗者水着剥ぎデスマッチ 07（11月12日、バトル）
- セクシー女子プロレス07（11月19日、バトル）
- フッ軽ビッチギャルレイちゃんは責められちゃうと超ドMになっちゃう あちこちベロベロ舐めて舐められてひたすら性交ナマ中出し輪●（11月23日、ケイ・エム・プロデュース）
- 浣腸失禁アクメ痴●（11月25日、ナチュラルハイ）
- 女上司のシコすぎるパンすと。（12月7日、ディープス）
- 中出し寸前に抵抗して抜けたチ○ポを何度もぶち込まれイキ狂いだす女の腰を押さえつけ逃がさない鷲掴み膣奥射精（12月9日、ナチュラルハイ）
- ナチュラルハイ年末スペシャル 痴●OK娘2021 総勢10名 2枚組8時間 完全版（12月9日、ナチュラルハイ）
- 大逆転-クズ夫の借金を返すための恥辱のNTR中出しSEXゲームでイキ狂う敏感巨乳妻-（12月10日、人妻花園劇場）
- BWP NEXT 07 興行（12月17日、バトル）

- ド変態ドMに三点責め！乳首責めアナル舐め手コキ（1月25日、SEX Agent/妄想族）
- 接客態度の悪いギャル風俗嬢に報復ビンタで無許可中出し（2月8日、Hunter）
- 「お尻にもマ○コにもチ○コください…」アナルに媚薬リモバイを入れられ遠隔ケツイキ発情！アナニ―中に再び襲われ下半身が窒息するほど交互ズボ挿し2穴ピストンを懇願するスポーツ女子2（2月10日、ナチュラルハイ）
- マジックミラー号ハードボイルド お尻の穴を使った最先端のリフレクソロジーを体験してくれたら10万円！と、エステに通う奥様に声をかけ肛門を指でゴン攻め！未体験のアナル性感で膣から潮吹きビッタビタ！ぽっかり開いた尻穴にデカチン挿入してアナルと膣に2穴連続中出し！（2月10日、サディスティックヴィレッジ）
- 電撃戦隊パーフェクトレンジャー2009 REMAKE 蘇ったサタンクロス（4月22日、GIGA）
- 金持ちセレブ3姉妹ハーレム逆NTR 彼女のお姉さま達に、滅茶苦茶に寝取られまくった僕。（5月12日、SODクリエイト）
- ―SEXが溶け込んでいる日常― 「常に性交」おひとりグルメ（5月26日、SODクリエイト）
- 【ド痴女ナース3人が大好きなM男達を逆ナン回診!】～乳首・アナルを好き勝手、ニコニコいじらしく責めまくり、トロ顔男子に大興奮!ド痴女ナースのハーレムマジックミラークリニック～（7月7日、SODクリエイト）
- 種付け特化 孕ませ中出し（11月22日、ボニータ/妄想族）
- 「店長は俺なのに…」新しく入ったヤリチンバイト男にカフェで自慢の美人店員が3人とも口説き落とされていた話（12月8日、SODクリエイト）
- SM作家の麗奴妻 縄に浸み込む恥辱の粘膜汁（12月13日、シネマジック）
- アナル覚醒 尻穴でイキまくるレイさん（26歳）（12月22日、AEGEAN）
- 素人女子大生限定！パンティ素股でカチカチち●ぽがアソコに擦れて赤面発情！クロッチは恥ずかし汁まみれ！そのまま生で擦り合わせて、ヌルヌルワレメに結局つるんっと入って生中出し！H大好き？陽キャ編（12月23日、赤面女子）

- 「ちゃんと勉強するからエッチなことも教えて…だって先生のことが好きなんだもん」マジメな女子○生が家庭教師を誘惑する…イケないことだと理解しつつも我慢しきれずエッチすると「ダメダメっ抜いちゃヤダぁ～」膣奥までカニばさみロックで何度も中出し強要する3（1月5日、素人39）
- ギリギリ挿入してない？超密着系膣コキ騎乗位エステ（1月12日、電脳ラスプーチン）
- 会社の近くに引っ越したせいで、大雨が降った日はちょっとSっ気のある部下3名のたまり場に。無防備なスケスケ姿で誘惑されたボクは遠距離恋愛中のカノジョにナイショで浮気ハーレム逆NTR（1月12日、SODクリエイト）
- むちむち美尻 神ブルマ（3月9日、親父の個撮）
- 息子のイジメが原因で同僚のママ友からの陰湿いじめが日常化したママさんバレー主婦 痴辱しごき調教！！（3月21日、山と空/妄想族）
- どこでもフェラチオ美少女4放課後女子○生10名（4月25日、S級素人）
- 電脳特捜インスペクターR Act.2 セキュリティー崩壊！仕組まれた任務（7月28日、GIGA）
- だれでもいつでも言いなり秘書！絶対に断らない従順秘書と所かまわず触りまくりの挿れ放題！さらには中出しまで！？（9月7日、.WorKs/FALENO TUBE）
- 精子銀行 FALENO支店 本日のお取引はお引き出し（潮吹き）ですか？精子のお預け（中出し）ですか？？貴方の精巣をライフサポート！！（9月7日、.WorKs/FALENO TUBE）
- 集団レズ調教痴● 童顔美少女J〇を連日メスイキさせる性欲ビアン女たち（10月12日、ナチュラルハイ）
- 驚愕の放課後SEXレポートを公開します！とある調査によると近年ではZ世代の若者半数以上が男女共に性行為の経験が無いとの報告が上がっております。しかし底辺学校（偏差値35）の現役学生マコト君が放課後SEXライフをリアルレポート！！いつものたまり場で学校帰りに×××…（10月12日、.WorKs/FALENO TUBE）
- 素人ハメ撮り天国 すってん No174（12月1日、すってん）

- 一般男女モニタリングAV 航空会社で働く同僚ドッキリ企画特別編 全員美人キャビンアテンダント！ステイ先のホテルで美脚の女先輩と後輩男子が2人っきりでまさかまさかの相部屋宿泊！次々と巻き起こるエッチなハプニングで急接近した男女が会社に内緒の生ハメセックス！…（2月6日、ディープス）
- 無双アナル 変態マニア達の集団穴姦（2月23日、h.m.p）
- 一般男女モニタリングAV 美脚キャビンアテンダント仲良し2人組が初めての性感5点責めに挑戦！ 2 ベロチューされながら両乳首イジられ睾丸揉みで我慢汁ダラダラのチ○ポを寸止め責め！悶える男の反応に痴女心が芽生えたCAたちが雑魚チ○ポを次から次へと連続抜き！…（5月21日、ディープス）
- 酔わせてワンチャン！？神出鬼没のまんベロ女子 上野で会えるのんべぇ美女ズ 匂い立つ濃厚色香で過激な大乱交セックス（6月4日、桃太郎映像出版）
- 悶絶くすぐり地獄 05（6月6日、バミューダ）
- 顔出しMM号 黒パンスト限定 ザ・マジックミラー デカ尻OLが初めての牛乳エネマ体験！アナルに大量ミルクを注入されたエリートOLは我慢できずに着衣のまま公開お漏らし噴射イキ！（7月16日、ディープス）
- 監禁！拷問！調教！絶叫！絶頂！ 強●絶頂絶叫拷問調教 屈辱狂乱エリート麻薬捜査官 菊門覚醒2穴淫乱絶頂地獄（8月27日、AVS collector’s）
- 密着しながら淫語で誘惑する痴女お姉さん（10月1日、デジタルアーク）

### アダルトビデオ -配信-

#### 星乃レイア
- マジ軟派、初撮。 1080（5月4日、ナンパTV）
- 【初撮り】ネットでAV応募→AV体験撮影 654（5月22日、シロウトTV）
- ラグジュTV 975（7月20日、ラグジュTV）
- 『いい女』って正にこの事！！！誰もが見れば納得の、顔良し！躰良し！！感度良し！！！そんでもって経験薄のムッツリどM！！！言う事なしです！！！まだまだ汚れを知らない可愛い女の子が、終電逃して僕らの前で…逃すワケねーーだろーーー！つって、朝までしっかりガッツリ経験豊富な『大人の女』に仕立て上げてきたった件！！！：朝までハシゴ酒 31 in有楽町駅周辺（10月26日、プレステージ）
- 物静かな女子大生の卑猥なアソコは断然中派！687REIA（11月7日、Perfect-G）
- 自己紹介＆相互舌観察濃密絡み合い唾液レズ接吻（12月12日、feti072.com）共演：今井麻衣
- レイア（12月14日、E★人妻DX）
- 【クリスマスイヴ特別企画】ケーキ生クリームメッシー舐め愛ハッピーメリークリスマス2018（12月24日、feti072.com）共演：今井麻衣
- 【クリスマス特別企画】唾液売りの少女（12月25日、feti072.com）共演：今井麻衣

- 連続乳首アクメレズ～今時JKの卑猥な長乳首・伸び乳首（1月11日、feti072.com）共演：今井麻衣
- ダブルバーチャルレズベロキス～鮮度高めのベロキスお試しあれ（1月28日、feti072.com）共演：今井麻衣
- OLがクッサい口臭を嗅がせて鼻を舐めあうレズ（2月20日、feti072.com）共演：今井麻衣
- 主観淫語バーチャル乳首オナニー ～騎乗位で乳首アクメするJK（2月28日、feti072.com）
- ベロ観察・ベロ唾液フェチズム（3月10日、feti072.com）
- オイルひたひた性感帯徹底責めイカセ性感レズエステ④（3月20日、feti072.com）共演：今井麻衣
- 星乃レイアちゃんの舌・口内自撮り（3月28日、feti072.com）
- バーチャルベロキス～お嬢様JKはベロチュウがお好き（4月14日、feti072.com）

#### 花宮レイ
- ラグジュTV 1104 非日常的なセックスに魅了され、刺激が忘れられず再登場！久しぶりに受ける巨根の刺激に何度も何度も絶頂を迎える。（5月17日、ラグジュTV）
- 数年ぶりの姉弟風呂。『弟と一緒にお風呂入ってみませんか？』ゆうか 20歳 大学2年生（7月25日、SODクリエイト）
- ちならを出さずにヨガができるか！？ SOD女子社員 新ゲーム企画部（10月4日、SODクリエイト）
- お○んこ綱引き3本勝負！ SOD女子社員 新ゲーム企画部（10月4日、SODクリエイト）
- ケツ穴御開帳JOI学園 女子○生のアナルとオナラでマスかいてGO！！（10月10日、ROCKET）
- モデル級神スタイルの現役法学部のJDを夏の海でゲット！…（10月12日、黒船）
- おっぱいで拍手を成功させよ！ SOD女子社員 新ゲーム企画部（11月1日、SODクリエイト）

- 美少女の綺麗な顔に跨って征服感最高潮！馬乗りズボズボフェラさせ顔面ドロドロぶっかけ大量発射！2（2月21日、DOC）
- 新宿シ●ウト娘ナンパ「アナタのおっぱい見せて下さい！」特別編 Part.2（3月6日、パラダイステレビ）
- 【花見ナンパ】色っぽいお姉さんがデカ○ラでどスケベ覚醒☆…（7月28日、黒船）
- 合格したい気持ちを逆手に取ってハメ撮り敢行！チ〇ポの快感にグラドル美少女が何度も絶頂☆（10月24日、まんまんランド）
- 【裏風俗】名古屋の看護系大学に通うE乳スレンダー女子大生が中出し完堕ち！！親孝行娘が奨学金返済のために挑発ランジェリーで秘密の生ハメ♪（10月27日、黒船）
- 信頼できるMC社部下を催●奴●化（12月18日、SODクリエイト）
- 催●洗脳グラドル～私は一生ご主人様のおマ○コ奴●です～（12月25日、SODクリエイト）

- 日本文化を学びにやってきた外国人留学生を性感マッサージでとことんイカせてみた（4月23日、パラダイステレビ）
- マジ軟派、初撮。 1646 浮気に関する意識調査のテイで渋谷ナンパ！経験豊富なのに恥ずかしがり屋！トークでもHでも反応がやたら可愛いギャルはスレンダー・美乳・美尻！三拍子揃った極上ボディの持ち主だった！！（6月10日、ナンパTV）
- 出没注意！無法痴態のペロ舐めパコ美たん 甘サドギャル高生・レイーM男諸君！気をつけないと即ハボちゅぱちゅぱGALに全身舐め犯●れちゃうよー（11月26日、ティーチャー/妄想族）

- アナル中出しはなみ。セレブ妻の下品なケツ穴をゴン攻め！膣汁ビッタビタ！アナルとま○こ2穴連続中出し！（2月7日、サディヴィレナウ！）
- 新・街頭シ●ウト娘ナンパ「アナタのおっぱい見せて下さい！」（6）（1月14日、パラダイステレビ）
- 【中出し追跡24時】パーフェクトボディのイベコンギャルが3チ●ポでイキまくり！！…（2月22日、黒船）
- スーツ女子ストーキング記録＃05 ◆Webデザイン事務所◆H.Rさん◆代々木※原住み（2月24日、通勤快速）
- 素人女子大生【限定】令和ギャル女子大生 レイミちゃん（21）中身は超良い子。セクシーすぎるダンサー美ボディに生ハメ中出し！！腰の上で踊る極上騎乗位で痙攣アクメするメチャえろ（6月8日、HMN WORKS）
- イクゲーム完全版～負ければ強●マ●コ処刑！欲まみれの美女たちがカラダを賭けて公開ガチバトル（11月18日、パラダイステレビ）

- 【悩殺曲線美！！】美乳、美脚、美くびれの水着ギャルをナンパGET！！…（2月22日、まんまんランド）
- 【すごい舌技】透き通る肌、艶くびれボディを使った超濃厚サービス！EDさえも克服させる大人気温泉コンパニオンのリピ確超絶テクを体感せよ！！（7月29日、まんまんランド）

- オルチャンメイクの超絶美女が在籍する密着度がハンパない韓国式アカスリ店でSEXできるのか？（7月12日、パラダイステレビ）

### アダルトビデオ -VR-

#### 星乃レイア
- 「中はダメっ」て言ったのに 女子○生 彼女に生中出し!（2018年8月3日、SODクリエイト）

#### 花宮レイ
- HQ超激的高画質 ボクの部屋はいつの間にかワケあり家出少女たちの溜まり場！Hは決して嫌がらないし何度、中に出しても文句言わない。何があったのか…理由は何も喋らないしほぼ無口…でもHの時は超感度が良くてメチャメチャ感じてくれる…4（1月16日、お夜食カンパニー）
- カノジョのお姉さんの果てしない誘惑淫語で脳みそとチ○ポがトロトロにとろけちゃう!! ヒワイな顔と声でボクの全てを支配する相沢みなみのバイノーラル高音質淫語×ハイクオリティー高画質VR!!（9月27日、アイデアポケット）○相沢みなみ
- イカせるT尻VR Tバックと美尻と食い込みと!（10月3日、ROOKIE VR）□
- 目の前でM字をじっくり堪能VR（10月30日、ROOKIE VR）□
- バニーガールズバーにいったら何と相思相愛!連続射精でもうキンタマカラカラ（10月31日、4K VR）
- 眠剤痴漢 VR カラオケBOXで見つけた女子○生2人組を犯りまくれ!（11月22日、ナチュラルハイVR）○神谷充希
- バスジャック VR（12月20日、ナチュラルハイVR）○
- 某有名私立大学 ネットで噂のヤリマン○○サークルクリスマスパーティーに潜入! 普通男子のボクがホロ酔い女子達になぜかモテまくるハーレム飲み会!（12月24日、WANZ VR）○

- アナル舐めVR 目線はカメラ!お口はアナル!ケツに顔をうずめてペロペロ!時にはジュルジュル!肛門に舌をねじ込んでみたり! 徹底的にアナルを舐めてくれるVR（3月18日、ROOKIE VR）□
- 至近距離でイヤらしい淫語を言ってじゅるじゅる音をたてながらスケベにフェラチオしてくれるVR（4月8日、ROOKIE VR）□
- じっくり女体観察そのままSEX（6月17日、ROOKIE VR）□
- デニムローライズショーパン着エロVR（6月25日、ROOKIE VR）□
- 【VRグラドル個撮】地方TVお天気キャスター内定! キラキラ眩しいJDグラドルが船上で遠隔ローター遊び!!「だめイッちゃいます…!」フェリーでガニ股イキ→清楚ルックスで喘ぎ悶えるギャップが激エロ…。個撮パコで大量中出し!!（11月29日、しろハメVR）

- 毎日違う女とSEXできる日替わり7日間ヤリまくり生活 全編撮り下ろし豪華長尺300分! ボクの部屋はみんなのヤリ部屋! 友人たちが勝手に女を連れ込んでラブホ感覚でSEXした後、部屋代がわりにおこぼれもらってボクもちゃっかりSEX三昧!（5月6日、SODVR）●亜矢みつき
- 小さいチ○コを女の子にイジメられたのであそこが大きくなる薬を飲んだら黒人に変身!最強の黒巨チンを手に入れて仕返しのパワーSEXで見返してやった!（6月13日、ROOKIE VR）□
- エリア最強No.1！池袋ギャル系ピンサロ「ぎゃる＆ぴ～す」新人のあの子や人気No.1のあの子も通えば裏オプ間違いなし！？花びら回転で抜きまくりヤリまくりの生本番！（6月25日、TMA）
- フェチ特化 ランジェリー生着替えVR（8月1日、ROOKIE）
- 目黒Q店全面協力！松本いちかのマネージャーになって超リアルハプニングバー体験！（8月13日、ナチュラルハイ）
- アナル観察特化型オナニーナビゲート（12月17日、CASANOVA）

- 排卵日に狙いを定めて即ハメ連続中出し妊活（1月14日、CASANOVA）
- 花宮レイのフェラチオ特化 VR～怒涛のフェラチオラッシュでドM 男のザーメンを大量搾取～（2月18日、CASANOVA）
- 【時間無制限！発射無制限！】指名・リピート率No.1【神尻・美巨乳・美クビレ】超人気泡姫の究極のご奉仕！エロオーラ全開で【即尺・洗体・エロマッサージ】生ハメSEXでザーメン搾取連発！【口内射精・尻コキ・中出し×3】ゴムNG！子作り孕ませOK！高級ソープ（6月13日、こあらVR）
- 【ヤリマン数珠つなぎ】「あなたより極エロなヤリマン紹介してくれませんか？」セフレの友達はエロいのか！ぷりぷりデカ美尻＆曲線美クビレの肉食系ビッチにチャイナコスを着せて口内射精・顔射・中出し2発 れい（6月29日、こあらVR）
- 【パンツコキ＆尻コキ特化VR】14人完全撮りおろし（10月14日、こあらVR）

- 排卵日に狙いを定めて即ハメ連続中出し妊活（1月14日、CASANOVA）
- 花宮レイのフェラチオ特化 VR～怒涛のフェラチオラッシュでドM 男のザーメンを大量搾取～（2月18日、CASANOVA）
- 【時間無制限！発射無制限！】指名・リピート率No.1【神尻・美巨乳・美クビレ】超人気泡姫の究極のご奉仕！エロオーラ全開で【即尺・洗体・エロマッサージ】生ハメSEXでザーメン搾取連発！【口内射精・尻コキ・中出し×3】ゴムNG！子作り孕ませOK！高級ソープ（6月13日、こあらVR）
- 【ヤリマン数珠つなぎ】「あなたより極エロなヤリマン紹介してくれませんか？」セフレの友達はエロいのか！ぷりぷりデカ美尻＆曲線美クビレの肉食系ビッチにチャイナコスを着せて口内射精・顔射・中出し2発 れい（6月29日、こあらVR）
- 【パンツコキ＆尻コキ特化VR】14人完全撮りおろし（10月14日、こあらVR）

- バニガ催● 清楚な店員たちを洗脳して僕だけの逆バニーカフェに魔改造（8月11日、ナチュラルハイ）

### イメージビデオ -DVD-
- はしたなくてゴメンナサイ 海老名空（2018年8月17日、デジプラン）
- 陸上ガール No.04 ～AOYAM 2（2019年1月25日、A-STYLE）※「星乃レイア」名義
- ローカル局で大人気! お天気キャスター 衝撃の着エロデビュー!!/皆藤みなえ（2019年3月29日、スパイスビジュアル）
- ローカル局お天気キャスター 解禁初ヌード!!/皆藤みなえ（2019年5月31日、スパイスビジュアル）
- 断然綺麗なハダカ2（2019年11月28日、Natural＆Beauty）※「星乃レイア」名義 □
- Lei Okinawa memories（2024年6月20日、REbecca）

### イメージビデオ -配信-
- 1cm未満？！細すぎるビキニがまんまる美尻に食い込みまくり！マイクロビキニ（2022年11月4日、デジグラ）
- 仕事で疲れた女医さんを癒してくれるのは... 紐スリスリ編（2022年11月19日、デジグラ）
- ぴったりニットに浮き出る下着のライン！ウォーキング編（2022年12月1日、デジグラ）
- 「いっぱいおち○ぽしごきなさい」あま～い声で囁くM字開脚編（2022年12月20日、デジグラ）
- 食い込むパンティーはみ出るヘアー！健康的なピチピチ美ボディガール！ミニスカ（2022年12月27日、デジグラ）

### デジタル写真集
- 花宮レイ写真集 Healthy（2021年1月25日、HMJM）

## 出演

### オリジナルビデオ
- ヒロインアルティメットピンチ プライムウーマン編（2020年7月10日、ZENピクチャーズ、監督:高氏源治） - 設楽久里乃/プライムウーマン役

### テレビ
- 魚拓と成瀬のツキとスッポンぽん #271,#272（2019年11月10日,11月17日、パチ・スロ サイトセブンTV）

### ネット動画
- 大槻ひびきのお尻ペン吉だよ! #126（2019年8月8日、ニコニコ動画）
- HUCK-1グランプリ シーズン2 #10（2019年10月25日、楽天TV）
- YouTubeチャンネル「らぽふぁんゆーちゅーぶ -Laporno Funding Channel-」（2020年5月7日、6月30日、7月11・19・20・22日、YouTube）